# Westland F.7/30
Il Westland F.7/30, indicato anche come Westland PV.4, fu un aereo da caccia monoposto, monomotore e biplano, sviluppato dall'azienda aeronautica britannica Westland Aircraft nei primi anni trenta e rimasto allo stadio di prototipo.
Caratterizzato principalmente dallo spostamento del propulsore, un Rolls-Royce Goshawk IIS 12 cilindri a V raffreddato a liquido, in fusoliera dietro la cabina di pilotaggio, a una valutazione comparativa non fu in grado di esprimere prestazioni soddisfacenti preferendogli il più convenzionale Gloster Gladiator e il suo sviluppo venne interrotto.

## Storia del progetto
La specifica F.7/30, emessa dall'Air Ministry britannico e formalmente inoltrata all'industria aeronautica nell'ottobre del 1931, richiedeva la progettazione di un caccia diurno e notturno, interamente metallico, con armamento di quattro mitragliatrici, alta velocità di punta, almeno pari a 250 mph (poco più di 400 kmh), elevata velocità variometrica e una velocità d'atterraggio inferiore a 96 km/h (60 mph). Si sottolineava inoltre l'importanza di una buona visuale dall'abitacolo. Anche se era permesso l'utilizzo di qualsiasi motore, il Ministero dell'Aria segnalò che sarebbe stato favorito l'utilizzo del motore a raffreddamento evaporativo Rolls-Royce Goshawk, in via di sviluppo in quel periodo.
Delle varie proposte ricevute, solo sette superarono la prima valutazione e alla fine tre furono selezionate per l'avanzamento alla fase di prototipo: fra questi era presente il Westland PV.4. Il disegno del velivolo progettato dall'ufficio tecnico Westland diretto dall'ingegnere Arthur Davenport proponeva un'impostazione generale per l'epoca non convenzionale: cellula monoposto, abbinata a una velatura monoplana ad ala bassa, con impianto motore collocato nella fusoliera sopra la sezione centrale dell'ala. Questo poi trasmetteva il moto a un'elica trattiva posta sul naso del velivolo grazie a un lungo albero di trasmissione. Il posizionamento della cabina di pilotaggio davanti e leggermente al di sopra del motore, consentiva di rispondere egregiamente alla richiesta dell'ampio campo visivo goduto dal pilota, tuttavia le preoccupazioni dovute alla probabile elevata velocità in fase di atterraggio consigliò la conversione del progetto a una velatura biplana con una configurazione ad ala di gabbiano per l'ala superiore.
In questa configurazione il prototipo venne completato nel corso del 1934.